# Lijst van afleveringen van Law & Order: Special Victims Unit (seizoen 13)
Dit artikel vat het dertiende seizoen van Law & Order: Special Victims Unit samen.

## Hoofdrollen
- Mariska Hargitay - rechercheur Olivia Benson
- Danny Pino - rechercheur Nick Amaro
- Kelli Giddish - rechercheur Amanda Rollins
- Richard Belzer - rechercheur John Munch
- Ice-T - rechercheur Fin Tutuola
- Dann Florek - hoofd recherche Donald Cragen

## Terugkerende rollen
- Tamara Tunie - dr. Melinda Warner
- Laura Benanti - Marie Grazie Amaro
- Alison Fernandez - Zara Amaro
- Linus Roache - officier van justitie Michael Cutter
- Harry Connick jr. - eerste hulpofficier van justitie David Haden
- Diane Neal - hulpofficier van justitie Casey Novak
- Stephanie March - hulpofficier van justitie Sherri West
- Christine Lahti - officier van justitie Alexandra Cabot
- Andre Braugher - advocaat Bayard Ellis
- Ron Rifkin - advocaat Marvin Exley
- Ami Brabson - rechter Blake
- Jenna Stern - rechter Elana Barth

## Afleveringen
| Aflevering | Titel           | Schrijver                                   | Regie              | Uitzenddatum VS   | Selectie gastrollen |
| --- | --------------- | ------------------------------------------- | ------------------ | ----------------- | --- |
| 1. | Scorched Earth  | David Matthews                              | Michael Slovis     | 21 september 2011 | Franco Nero - Roberto Distasio John Jelks - mr. Achok Kathleen Garrett - Sofia Distasio Anika Noni Rose - Miriam Deng                                                                     |
| Wanneer een werkster van een hotel aangifte doet van aanranding gaan de rechercheurs van SVU op onderzoek uit. Het wordt een politieke zaak als blijkt dat de aanvaller een Italiaans diplomaat is. Hierdoor wordt de zaak geleid door officier van Justitie Cutter. De zaak wordt al snel gecompliceerd als de geloofwaardigheid van het slachtoffer publiekelijk wordt onderuitgehaald, en het lijkt erop dat het slachtoffer aangifte heeft gedaan vanuit winstbejag. Vanuit Atlanta komt rechercheur Amanda Rollins de SVU helpen met deze zaak. Ondertussen worstelt Benson nog met de nasleep van het schietincident op het politiebureau (zie Smoked). |                 |                                             |                    |                   | |
| 2. | Personal Fools  | Bryan Goluboff                              | Jim McKay          | 28 september 2011 | Dan Lauria - trainer Ray Masters Aaron Tveit - Stevie Harris Mark Blum - David Arnoff Mehcad Brooks - Prince Miller Heavy D - Supreme Carmelo Anthony - zichzelf                          |
| Een schoolbasketbaltrainer, met een lange staat van dienst, wordt door zijn voormalige studenten voorgedragen voor de Hall of Fame. Een ex-speler van zijn team beschuldigt hem dan ineens van seksueel misbruik toen hij voor hem speelde als kind. Rechercheur Nick Amaro krijgt deze zaak toegewezen nadat hij overplaatsing heeft gekregen vanaf de afdeling narcotica. Samen met zijn collega's ondervraagt hij voormalige spelers waarvan niemand aangeeft dat de trainer een misbruiker is. Dit zorgt ervoor dat Benson en Fin nu dieper moeten graven in het leven van de meest succesvolle speler en zijn manager. Het slachtoffer wil wel helpen maar eindigt dood. De dader blijkt de manager van een sterspeler die zelf is misbruikt en heeft gehandeld uit angst dat dit het einde van de carrière van deze speler is. De speler zelf komt echter openlijk voor het misbruik uit waardoor ook andere slachtoffers in de sportwereld naar voren stappen; zowel de coach als de manager worden gearresteerd. |                 |                                             |                    |                   | |
| 3. | Blood Brothers  | Warren Leight Julie Martin                  | Tom DiCillo        | 5 oktober 2011    | Kyle MacLachlan - Andrew Raines Paige Turco - Kathleen Raines Jacob Kogan - Tripp Raines Anthony Keyvan - Arturo Rivera Judy Reyes - Inez Rivera                                          |
| De rechercheurs willen erachter komen of een dertienjarig meisje dat nu zwanger is, verkracht is, maar zij weigert de naam te geven van de vader van de baby. Hun onderzoek leidt hen naar een invloedrijk politiek echtpaar en de zoon van hun huishoudster. Zij ontmaskeren meer dan waar zij op gerekend hadden wanneer zij een familiegeheim ontrafelen. De vader blijkt de zoon des huizes maar hij wordt al snel dood aangetroffen. De dader blijkt de zoon van de huishoudster die ook de onechte zoon van de heer des huizes van: hij handelde uit woede dat de vader (de zoon des huizes) het meisje wilde afkopen dat ze het kindje zou weghalen, precies dezelfde schofterige manier waarop zijn vader destijds zijn moeder had behandeld na een slippertje. |                 |                                             |                    |                   | |
| 4. | Double Strands  | John Paul Roche                             | Fred Berner        | 12 oktober 2011   | Roxanna Hope - Janey Thomas T.R. Knight - Gabriel Thomas / Brian Smith Alexander Garfin - Luke Thomas Connie Ray - biologische moeder Karen Young - dr. Meg Whitmere                      |
| Een danseres wordt op weg naar huis verkracht door een man met een opvallende tatoeage. De werkwijze van deze verkrachter doet rechercheur Rollins denken aan een serieverkrachter die zij achtervolgde in haar vorige woonplaats Atlanta. De rechercheurs arresteren de hoofdverdachte, een huisvader die zijn onschuld blijft volhouden. Maar zijn omschrijving en DNA sporen komen overeen met de verkrachting van het slachtoffer en meerdere aanvallen in andere staten. Hoewel de bewijzen de arrestatie steunt beginnen de rechercheurs, na meer speurwerk in het verleden van de verdachte, het verhaal van de verdachte te geloven. De ware dader blijkt uiteindelijk zijn op jonge leeftijd van het gescheiden tweelingbroer, die opzettelijk eenzelfde tatoeage heeft laten zetten om zo vrouwen te verkrachten en zijn tweelingbroer ervoor op te laten draaien. |                 |                                             |                    |                   | |
| 5. | Missing Pieces  | Warren Leight Julie Martin                  | Peter Leto         | 19 oktober 2011   | Charlie Tahan - Calvin Arliss Lisa Joyce - Ali Martell Meredith Holzman - Moria Martell Dennis Flanagan - Tim Holland David Krumholtz - dr. Vincent Prochik Amanda Fuller - Emma Brooks   |
| Een jonge vrouw die op bezoek is vanuit Buffalo beweerd dat haar auto gestolen is bij een winkel met haar baby er nog in. Benson en Amaro ondervragen de moeder en haar vriend op het politiebureau terwijl Fin en Rollins de weg nagaan wat de moeder afgelegd heeft voor nadere aanwijzingen. Als de verhalen van de moeder en vriend niet overeenkomen moeten de rechercheurs achterhalen wat er met de baby is gebeurd, de waarheid die dan boven komt verrast iedereen. |                 |                                             |                    |                   | |
| 6. | True Believers  | Robin Veith                                 | Courtney Hunt      | 2 november 2011   | Sofia Vassilieva - Sarah Walsh Kevin Geer - mr. Walsh Rebecca Luker - mrs. Walsh Cedric Sanders - Michael Wedmore Mrs. Wedmore - mrs. Wedmore                                             |
| Een jonge muziekstudente wordt in haar appartement verkracht, op haar aanwijzingen kunnen de rechercheurs al snel een jonge zwarte man arresteren. Als blijkt dat advocaat, Bayard Ellis, met een hoog aanzien, de verdachte pro bono vertegenwoordigt, besluit officier van justitie, Mike Cutter, de zaak over te nemen. Als Ellis de geloofwaardigheid van de politie en het slachtoffer probeert te ondermijnen komen de rechercheurs in opstand. Zij nemen plaats in de getuigenbank om zo te bewijzen dat de zaak meer was dan hij zegt – zij zegt. Ellis weet de zaak te winnen door de geloofwaardigheid van het slachtoffer onderuit te halen en haar af te schilderen als een slet en een leugenaar, waardoor zijn klant wordt vrijgesproken. Ellis let uit tegenover Benson dat hij slechts zijn werk deed: het leeuwendeel van de gedetineerden in New York is zwart of Hispanic omdat ze verstoken zijn van goede rechtshulp. Het is uiterst zuur dat nu een schuldige zijn straf ontloopt, daar staan de tallozen die onschuldig vastzitten tegenover. |                 |                                             |                    |                   | |
| 7. | Russian Brides  | Bryan Goluboff                              | Alex Chapple       | 9 november 2011   | Timothy Busfield - Daniel Carter Izabella Miko - Lena Ramon Camín - Luis Michael Kostroff - advocaat                                                                                      |
| Als een vrouw op beestachtige wijze vermoord wordt gevonden gaan de rechercheurs op onderzoek uit. Met behulp van haar kenmerkende tatoeages kunnen zij haar identiteit achterhalen, het betreft een pas aangekomen postorderbruid uit Rusland. Tijdens de ondervraging van haar verloofde ontdekken zij dat het slachtoffer ontvoerd werd tijdens haar verlovingsfeest. Het blijkt een oplichtingszaak: een maffioso bedreigt de vrouw om sympathie te wekken, ´ontvoert´ haar en eist losgeld, waarna een willekeurig door de Russische maffia geronselde prostituee met dezelfde tatoeages wordt gedood en verminkt en de truc zich bij een andere man herhaalt. Terwijl de rechercheurs het geldspoor volgen van een oplichtingszaak gerund door de Russische maffia vindt Cragen een de oplichtster terug en gaat undercover als een eenzame man om zo de moordenaar te vinden. |                 |                                             |                    |                   | |
| 8. | Educated Guess  | Judy McCreary                               | Arthur W. Forney   | 16 november 2011  | Tim Guinee - George Zane Carrie Preston - Bella Zane J. Smith-Cameron - Diane Eskas Natasha Lyonne - Gia Eskas Karen Young - dr. Meg Whitmere David Pittu - Linus Tate                    |
| Een man, die vanwege een bad trip behandeld wordt in een psychiatrisch ziekenhuis, beweert dat hij getuige is geweest van een verkrachting. Ondanks de twijfels of dit waar is, gaan de rechercheurs toch op onderzoek uit. Het slachtoffer van de vermeende verkrachting beweert dat zij niet seksueel aangevallen is. Benson en Rollins kunnen stukje voor stukje alle puzzelstukjes bij elkaar krijgen van wat er nu precies gebeurd is met deze vrouw. Dan horen zij van haar moeder en tante dat zij vaker opgesloten heeft gezeten in een psychiatrisch ziekenhuis en dat zij in het verleden ook verkracht is. Uiteindelijk ontdekken zij dat de tante en moeder hebben gelogen om zo de verkrachter te beschermen: het is haar oom. |                 |                                             |                    |                   | |
| 9. | Lost Traveller  | Julie Martin David Matthews                 | Jean de Segonzac   | 30 november 2011  | Donnie Keshawarz - Tomas Grey Alexandra Silber - Nadia Grey Cameron Ocasio - Nico Grey Scott William Winters - Joe Dumas Gilbert Gottfried - Leo Gerber                                   |
| Als een Roma kind verdwijnt van school naar huis gaan Benson en Amaro op onderzoek uit. Eerst ondervragen zij de ouders die zeer wantrouwend staan ten opzichte van de politie. Fin en Rollins gaan naar de rom-bari, een machtige Romaleider voor ondervraging, omdat de ouders waren gestopt met het betalen van hun ´contributie´. Deze zweert er niets mee te maken te hebben. De ouders van de jongen houden hoop dat hij teruggevonden wordt, helemaal als blijkt dat zijn mobiele telefoon nog aan staat. Met behulp van forensisch onderzoeker, Leo Gerber, en een bemoeizuchtige journalist met een machtige advocaat kunnen de rechercheurs een verdachte lokaliseren, het betreft een geestelijk gehandicapte buurman genaamd Marc Rajic. Het jongetje wordt dood aangetroffen en de woedende moeder probeert Marc levend te verbranden. De politie realiseert zich dat ze dit van niemand hadden kunnen weten behalve van Emma en Courtney, twee schoolgenootjes die verdacht veel weten over de moord. Ook toont een bewakingscamera van de metro aan dat ze het jongetje volgden. Emma bekent uiteindelijk en het blijkt dat ze samen het jongetje hadden ontvoerd en gemarteld met brandende sigarettenpeuken. Courtney had hem gedood omdat hij het anders aan zijn moeder zou vertellen, en de meiden hadden opzettelijk belastend bewijs bij Marc achtergelaten. Antiziganisme blijkt niet eens het motief; de daad was een uit de hand gelopen pesterij uit verveling. Deze aflevering is losjes gebaseerd op de moord op James Bulger. |                 |                                             |                    |                   | |
| 10. | Spiraling Down  | John Paul Roche Warren Leight               | Alex Chapple       | 7 december 2011   | Dominic Fumusa - Jason Harris Ned Eisenberg - Roger Kressler Linda Emond - dr. Emily Sopher David Pittu - Linus Tate Kay Panabaker - Vicki Harris                                         |
| Een college van de vrouw van Amaro geeft haar veertienjarige dochter als vermist op. De rechercheurs gaan naar haar op zoek en vinden haar werkend als een prostituee onder een bezitterige pooier. Snel zetten de rechercheurs een val op om zo de klanten te kunnen arresteren. Al snel hebben zij een arrestant, het betreft een op leeftijd zijnde quarterback. Cabot wil hem aanklagen om zo een voorbeeld te kunnen stellen, maar Benson belt snel een invloedrijke advocaat voor de arrestant. Dit heeft zij gedaan omdat zijn vrouw aan Benson heeft verteld dat hij een hersenbeschadiging heeft overgehouden van verwondingen op het veld. |                 |                                             |                    |                   | |
| 11. | Theatre Tricks  | Marygrace O'Shea Warren Leight Julie Martin | Constantine Makris | 11 januari 2012   | Jenn Proske - Meghan Weller Grant Shaud - theater criticus Gayle Rankin - Holly Schneider Gilbert Gottfried - Leo Gerber Adam Driver - Jason Roberts Angela Pietropinto - Estelle Roberts |
| Tijdens een interactieve theatervoorstelling wordt een actrice op het podium verkracht terwijl het publiek denkt dat dit bij de voorstelling hoorde. Het onderzoek door de rechercheurs bevindt zich al snel op een dood spoor als zij ontdekken dat de toneelregisseur iedereen, inclusief de verkrachter, een masker liet dragen tijdens de voorstelling. Rollins en Fin achterhalen dan een fan met een obsessie naar de actrice die een opname heeft gemaakt terwijl hij haar verkrachtte, en dit leidt Benson en Amaro weer naar een respectvolle rechter in scheidingszaken. Met de reputatie van deze rechter op het spel onderzoeken de rechercheurs de theaterwereld om zo te ontdekken wie de verkrachting aanstuurde. Uiteindelijk blijkt het haar jaloerse kamergenoot te zijn. |                 |                                             |                    |                   | |
| 12. | Official Story  | Peter Blauner                               | Michael Smith      | 18 januari 2012   | Holt McCallany - Donald O'Keefe Lola Glaudini - Virginia Pell John Doman - William Rand Billy Brown - Joe Marshall                                                                        |
| Een bestuursvoorzitter van een militair bedrijf wordt geconfronteerd met demonstranten van Occupy Wall Street. De man wordt later in een park gevonden, hij blijkt gedrogeerd te zijn en wordt naakt aangetroffen. Benson en Amaro beginnen met het onderzoek en merken al snel dat het slachtoffer niet echt mee wil werken. Een veel groter misdrijf en samenzwering in Irak wordt blootgelegd als de rechercheurs ontdekken dat de aanval op het slachtoffer een wraakneming was door een vader waarvan de dochter is verkracht. Het blijkt een brute verkrachting te zijn door vier mannen die wisten dat ze ermee wegkwamen omdat het in Irak was gebeurd, het bedrijf buiten de Iraakse en Amerikaanse wet opereert, en de meerderen dit soort zaken in de doofpot stoppen. Nog steeds weigert het bedrijf medewerking en zet het getuigen onder druk. Door een militaire arts en een meerdere onder druk te zetten, en door de zaak met een kunstgreep toch onder Amerikaanse jurisdictie te laten vallen (de bestuursvoorzitter gaf de order de zaak in de doofpot te stoppen vanuit New York) kunnen de schuldigen onder wie de bestuursvoorzitter worden opgepakt. Ondertussen begint Benson gevoelens te krijgen voor een nieuwe officier van justitie. |                 |                                             |                    |                   | |
| 13. | Father's Shadow | Warren Leight Julie Martin                  | Jean de Segonzac   | 8 februari 2012   | Cameron Monaghan - Eddie Sandow Michael McKean - Fred Sandow Katie Flahive - Alicia Sandow David Warshofsky - chief Duggan Robert Klein - Dwight Stannich                                 |
| Wanneer een beginnende actrice bewusteloos wordt gevonden in Central Park met drugs in haar lichaam en sporen van seksueel misbruik gaan de rechercheurs op onderzoek uit. Benson en Amaro bezoeken de producer van een realityshow waar de actrice net voor de aanval auditie had gedaan, zij zijn daar net op tijd om hem te stoppen met een aanval op een andere actrice. De rechercheurs arresteren de producer, maar de situatie neemt een gevaarlijke wending als zijn radeloze zoon drastische maatregelen neemt om zijn vader uit de gevangenis te houden. |                 |                                             |                    |                   | |
| 14. | Home Invasions  | Bryan Goluboff                              | Jim McKay          | 15 februari 2012  | Jake T. Austin - Rob Fisher Danny Mastrogiorgio - mr. Fisher Elizabeth Rodriguez - Carmen Vasquez Esai Morales - Jimmy Vasquez Delaney Williams - John Buchanan                           |
| Een man dringt een huis binnen en vermoord de ouders en laat hun dochter levensgevaarlijk gewond achter. Als de rechercheurs op onderzoek uitgaan, kunnen zij maar moeilijk het motief vinden voor zoveel geweld. Als zij de verdere familieleden onderzoeken komen zij maar met één persoon met een strafblad, het betreft de broer van hun huishoudster. Het verdere onderzoek geeft een bijzondere openbaring over rechercheur Rollins, dit heeft invloed op haar verdere carrière bij de SVU. |                 |                                             |                    |                   | |
| 15. | Hunting Ground  | John Paul Roche Warren Leight               | Jonathan Kaplan    | 22 februari 2012  | Fred Arsenault - Graham Winger Emily Kinney - Haley Cole Alison Bartlett - Dawn Cole Josh Mostel - mr. Roth                                                                               |
| Benson heeft een romantisch weekend met haar nieuwe liefde David Haden, dit wordt wreed verstoord als er een melding komt van een vermiste minderjarige prostituee. De rechercheurs gaan op onderzoek uit en komen uit bij meerdere vermiste escorts die berichten plaatste op een populaire nieuwssite. Als zij een slachtoffer vinden die net op tijd kon ontsnappen, leren de rechercheurs dat de moordenaar een parkwachter is die zijn slachtoffers meelokt door te doen of hij een escort zoekt, ze ontvoert, dwingt de prooi te spelen in jachtspelletjes en ze regelmatig verkracht. Wanneer de dader genoeg met zijn slachtoffer heeft gespeeld drijft hij ze tot zelfmoord en geeft ze een touw om zichzelf op te hangen. Het is een seriemoordenaar die zodoende al zeker 11 en wellicht 15 slachtoffers heeft gemaakt. De lijn tussen privé en zakelijk bij Benson en Haden wordt op proef gesteld als zij een strijd aangaan tegen de klok om de vermiste prostituee te vinden voordat het te laat is. Dit lukt en dan blijkt het motief: de seriemoordenaar is een notoir vrouwenhater. Amaro redt het leven van Benson door de dader dood te schieten wanneer deze zijn pistool op haar richt. |                 |                                             |                    |                   | |
| 16. | Child's Welfare | Warren Leight                               | Holly Dale         | 29 februari 2012  | Michael Weston - Simon Marsden Nicole Beharie - Tracy Harrison Veanne Cox - medewerkster kinderbescherming Halley Wegryn Gross - Laurie Kevin Kane - Greg Wilcox                          |
| Na vijf jaar staat ineens de halfbroer Simon Marsden van Benson voor haar neus, hij vertelt dat de kinderbescherming zijn kinderen uit huis heeft geplaatst. Benson schakelt advocaat Bayard Ellis in om haar halfbroer bij te staan in dit gevecht. De oorspronkelijke aanleiding was de vondst van een joint bij Simon, maar dan blijkt dat de arrestatie ondeugdelijk was en gebaseerd op racistische vooroordelen (Simons verloofde is zwart). De tweede ronde is de ongedaanmaking van de uithuisplaatsing, maar de rechter wijst dit af. Simon en zijn verloofde ontvoeren hierop in wanhoop de kinderen en nu moet Ellis niet slechts de voogdij terugwinnen maar de ouders ook behoeden voor 25 jaar gevangenisstraf. Uiteindelijk lukt dit door de zaken te scheiden en de verloofde, die nog geen strafblad heeft, de kinderen toe te wijzen. Simon moet 60 dagen celstraf uitzitten en daarna het huishouden tijdelijk verlaten. Benson was intussen bezig met een zaak waarin een dakloos stel een baby die ten vondeling was gelegd vonden bij het ziekenhuis. Fin, Amaro en Rollins volgen het bewijs en komen tot een schokkende ontdekking, weggelopen meisjes die in gevangenschap baby's moeten baren en als zij jongens baren worden deze ter vondeling gelegd. |                 |                                             |                    |                   | |
| 17. | Justice Denied  | Stuart Feldman Warren Leight                | Michael Slovis     | 11 april 2012     | Guillermo Díaz - Omar Peña Mark Consuelos - Matt Martinez Cynthia LaForte - Gina Logan David Harris - Warden                                                                              |
| Nadat een vrouw het ziekenhuis is binnengebracht geeft zij aan urenlang verkracht te zijn, Benson herkent de werkwijze van de verkrachter van een zaak die zij acht jaar geleden opgelost dacht te hebben. De verdachte bekende toen na een lang en intensief verhoor, echter in de jaren dat hij gevangen heeft gezeten bleef hij verklaren dat hij onschuldig is. De rechercheurs zijn nu genoodzaakt om deze zaak opnieuw te bekijken, om te kijken of dat de verdachte echt onschuldig is of dat er een na-aper actief is. Als zij het slachtoffer van toen opnieuw ondervragen, verklaart zij dat iemand anders haar misschien verkracht heeft. Nu Benson onder de loep wordt genomen komt haar persoonlijke relatie met David Haden in gevaar, helemaal wanneer advocaat Bayard Ellis betrokken wordt in de zaak. Benson en Haden besluiten dan dat het beste is om hun relatie af te breken. |                 |                                             |                    |                   | |
| 18. | Valentine's Day | Julie Martin Warren Leight                  | Peter Leto         | 18 april 2012     | Chloë Sevigny - Christine Hartwell Laurie Kennedy - mrs. Hartwell Rich Sommer - Boyd Hartwell Josh Randall - Justin Geld Shawn Hatosy - Kevin Fahey                                       |
| Wanneer een man een videogesprek heeft met zijn vrouw Christine ziet hij dat zijn vrouw aangevallen en ontvoerd wordt. Hij schakelt de SVU in om dit te onderzoeken, de ontvoerders eisen losgeld. Terwijl de rechercheurs de plaats van het misdrijf onderzoeken komt de vermiste vrouw het losgeld halen. Zij verklaart dat zij dit onder druk van de ontvoerders moest doen maar Benson begint toch over haar verhaal te twijfelen. De rechercheurs en Casey Novak gaan dieper graven en komen erachter wie het werkelijke slachtoffer is in deze ingewikkelde zaak: het is Christine zelf die alles had opgezet en links en rechts vreemdging. Hoewel Novak haar geloofwaardigheid effectief weet te ondergraven blijft een enkel jurylid vasthouden aan haar onschuld, is er geen unanimiteit, en spreekt de rechter de nietigheid van de rechtszaak uit. Novak en Amaro zijn er zeker van dat dit jurylid door Christine is beïnvloed, wellicht middels een vluggertje in een toilet of trappenhuis, maar kunnen niets bewijzen. Ondertussen begint rechercheur Amaro vermoedens te krijgen dat zijn vrouw tegen hem liegt. |                 |                                             |                    |                   | |
| 19. | Street Revenge  | Julie Martin David Matthews                 | Arthur W. Forney   | 25 april 2012     | Michael Rispoli - Henry Burzecki Hani Furstenberg - Leslie Adams Keir O'Donnell - Stuart Gavin Lee - Dennis Griscomb Dominic Fumusa - Jason Harris                                        |
| In het westen van SoHo vinden een reeks verkrachtingen plaats, dit inspireert een groep burgers om zich te verenigen tot een team van vigilantes om hier een eind aan te maken. Terwijl een journalist ieder gelegenheid aangrijpt om de politie publiekelijk te bekritiseren hebben de rechercheurs moeite om de zaak open te breken, totdat een vrouw aangevallen wordt en iemand anders beweerd verliefd op haar te zijn. Uiteindelijk blijkt de dader de initiatiefnemer van de groep; hij wilde hiermee indruk maken op een vrouw op wij hij verliefd was en maakte haar lid van de groep om samen met haar onrecht te bestrijden. Maar daarvoor moest er uiteraard eerst onrecht geschieden, vandaar dat hij vrouwen was gaan verkrachten om vervolgens een groep hiertegen op te richten, gebaseerd op de stripalbums die hij verkocht. Op het moment dat de rechercheurs moeite hebben om de controle te houden over de zaak en de boze burgers is rechercheur Amaro zijn vrouw en een man van haar eenheid in Irak aan het schaduwen. |                 |                                             |                    |                   | |
| 20. | Father Dearest  | John Paul Roche Warren Leight               | Rosemary Rodriguez | 2 mei 2012        | BD Wong - dr. George Huang Eric Close - Colin Barnes Sonya Walger - Anne Barnes Sara Hogrefe - Taylor Barnes Nikki M. James - 911 telefoniste                                             |
| Wanneer tienermeisje Cate Avery wordt vermist belt haar jongere broer de politie, Benson en Amaro gaan op onderzoek uit. Fin en Rollins bekijken of er misschien sprake is van ontvoering en ontdekken dan dat het meisje op zoek was naar haar biologische vader, een anonieme spermadonor, de succesvolle chirurg Colin Barnes. Al snel blijkt de dader niet Colin Barnes te zijn, maar iemand die de behoefte van de meisjes aan een vaderfiguur misbruikt om zich als biologische vader voor te doen en hen te verleiden. De politie vermoedt een persoonlijk wraakmotief tegen de Colin Barnes. De dader blijkt een oud-studiegenoot van Barnes, die diens tentamenfraude verklikt waardoor hij van de universiteit was gestuurd. Bovendien had Barnes ook zijn vriendin Anne, de liefde van zijn leven, afgepakt. Verder blijkt Taylor, de dochter van Colin Barnes, ook in werkelijkheid van hem te zijn. Om zijn wraak te completeren, verleidt hij ook Taylor tot seks en vertelt vervolgens aan de ouders dat hij haar heeft omgebracht. De politie treft haar springlevend in een hotelkamer aan, roepend om haar vader en minnaar. |                 |                                             |                    |                   | |
| 21. | Learning Curve  | Julie Martin Warren Leight                  | Jonathan Herron    | 9 mei 2012        | Ernest Waddell - Ken Randall Tony Hale - Rick Simms Abby Royle - Carole Simms Dylan Minnette - Luca Gabardelli Lenny Venito - Ray Gabardelli                                              |
| Net wanneer de zoon van Fin, Ken, zijn vader wil vertellen dat hij gaat trouwen wordt zijn verloofde Alejandro aangevallen door een straatbende. Hij is het laatste slachtoffer van haatmisdrijven tegen homo's. De zaak wordt snel opgelost, de daders blijken hem uit de buurt te kennen en de daad was een initiatieritueel van een straatbende. Vervolgens wordt er een schoolleraar aangevallen, ook al past hij niet in het slachtofferbeeld. Als de rechercheurs zoeken naar een connectie ontdekken zij dat de leraar recent ontslagen werd omdat hij een ongepaste relatie had met zijn student Luca. De aanval stond los van de aanval op Alejandro maar was een wraakactie van Luca´s vader. Als de rechercheurs Cabot willen helpen zodat zij een zaak heeft, realiseren zij snel dat de feiten niet kloppen en dat een andere lerares meer weet over wat er werkelijk gebeurd is. Zij blijkt de jongen tot een seksuele relatie te hebben verleid en probeerde dit vervolgens in de schoenen van haar mannelijke collega te schuiven, en als dit mislukt aan een vrouwelijke collega. Wanneer een en ander uitkomt slaan alle stoppen bij Luca door en doodt hij de lerares. Hij meende dat het serieus was, voor haar was het slechts een pleziertje. Door dit ´pleziertje´ zijn de levens van Luca en twee van haar collega´s geruineerd en is ze het hare kwijt. Het gaat nog altijd zeer slecht met Kens verloofde Alejandro, die in coma is geraakt.                                                                                     |                 |                                             |                    |                   | |
| 22. | Strange Beauty  | Peter Blauner Robin Veith                   | Alex Chapple       | 16 mei 2012       | David Eigenberg - dr. Hal Brightman Patrick Fischler - dr. Gene Brightman Britt Lower - Jess Hardwick Myk Watford - Sam Reynolds Ilana Levine - Shelly Raedo                              |
| Wanneer rechercheur Rollins, buiten werktijd, een gillende vrouw ziet in een taxi schakelt hij zijn collega's in. Zij kunnen de vrouw, Nina, al snel identificeren als een rebelerende tiener, die vervreemd is van haar familie en experimenterend in een wereld van tatoeages en zelfverminking. De zaak neemt een onverwachte wending als Dr. Warner de rechercheurs een schoon afgehakt been toont, dit herinnert hen aan een onopgeloste zaak. Nina´s lichaam wordt uiteindelijk gevonden. De rechercheurs worden nu in de psychische wereld getrokken van zelfverminking en rituele amputaties als zij twee broers die beiden arts zijn en een eenbenige vrouw onderzoeken om zo de vermiste tiener terug te vinden. Uiteindelijk blijkt een van de broers acrotomofiel, en gelooft dat hij vrouwen ´compleet´ maakt. Hij had al vijf vrouwen in het geheim geopereerd; prostituees die hij betaalde. Nina was zijn eerste onvrijwillige slachtoffer, en haalde het niet omdat ze niet meer uit de verdoving kwam. |                 |                                             |                    |                   | |
| 23. | Rhodium Nights  | Warren Leight Julie Martin                  | Norberto Barba     | 23 mei 2012       | Dean Winters - rechercheur Brian Cassidy Pippa Black - Carissa Gibson Brooke Smith - Delia Wilson Peter Jacobson - Bart Ganzel Eric Ladin - Clayton Hannigan                              |
| Na een wild vrijgezellenfeest wordt er een minderjarige prostituee dood gevonden, omdat er belangrijke mensen op het feest aanwezig waren vraagt Cragen aan de rechercheurs om deze zaak discreet te behandelen. Als de rechercheurs proberen een belangrijke leider, Bart Ganzel, in de escortwereld te spreken komen zij een oude bekende tegen, rechercheur Brian Cassidy die nu undercover werk doet. Met zijn hulp kunnen zij dieper graven in de machtsstrijd tussen Ganzel en Delia Wilson. Delia had de escortmarkt voor hooggeplaatsten in handen, Ganzel probeerde haar meisjes en klanten af te pakken. Vrij snel overlijdt ook de gouverneur na een massage door een van Ganzels meisjes, en men vermoedt dat Delia achter beide moorden zit om zodoende Ganzel te discrediteren. Ondertussen krijgt het toch al onstabiele huwelijk van rechercheur Amaro een nieuwe tegenslag te verwerken, een hoer die hij heeft ontmoet maakt avances naar hem. Delia wordt gearresteerd en voorgeleid maar haar advocaat waarschuwt: ze spelen met vuur en hebben geen idee hoe machtig Delia is. Voordat de rechercheurs de zaak kunnen openbreken maakt een schokkende gebeurtenis het leven kapot van een van de rechercheurs: Cragen wordt in bed aangetroffen met een dood escortmeisje. |                 |                                             |                    |                   | |